# Папирня (Львовский район)
Папирня (укр. Папірня) — село в Жолковской городской общине Львовского района Львовской области Украины.
Население по переписи 2001 года составляло 85 человек. Занимает площадь 19,7 км². Почтовый индекс — 80352. Телефонный код — 3252.